# Cardiologia intervencionista

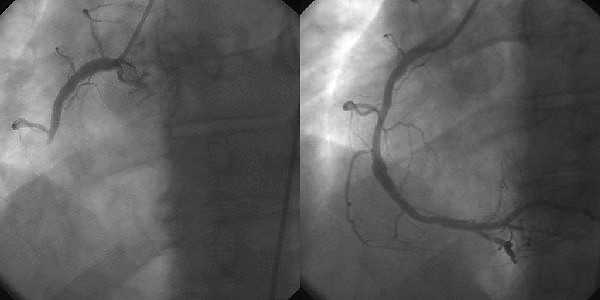
Angiografia coronária e angioplastia no infarto agudo do miocárdio (esquerda: Artéria Coronária Direita [ACD] fechada, direita: dilatada com sucesso)

A cardiologia intervencionista é um ramo da cardiologia que trata especificamente do tratamento por cateter de doenças cardíacas estruturais. Andreas Gruentzig é considerado o pai da cardiologia intervencionista após o desenvolvimento da angioplastia pelo radiologista intervencionista Charles Dotter.
Muitos procedimentos podem ser realizados no coração por cateterismo. Isso mais comumente envolve a inserção de uma bainha na artéria femoral (mas, na prática, qualquer grande artéria ou veia periférica) e a canulação do coração sob visualização de raios X (mais comumente fluoroscopia). A artéria radial também pode ser usado para canulação; esta abordagem oferece diversas vantagens, incluindo a acessibilidade da artéria na maioria dos pacientes, o fácil controle do sangramento mesmo em pacientes anticoagulados, o aumento do conforto porque os pacientes são capazes de sentar-se e andar imediatamente após o procedimento, e a quase ausência de assistência clínica sequelas significativas em pacientes com teste de Allen normal. As desvantagens dessa abordagem incluem espasmo da artéria e dor, incapacidade de usar cateteres maiores necessários em alguns procedimentos e maior exposição à radiação. Mas, nos últimos tempos, a abordagem radial está ganhando popularidade devido ao conforto do paciente após o procedimento.
As principais vantagens da utilização da abordagem de cardiologia intervencionista ou radiologia são evitar cicatrizes e dores e longa recuperação pós-operatória. Além disso, o procedimento de cardiologia intervencionista de angioplastia primária é agora o padrão ouro de tratamento para um infarto agudo do miocárdio. Envolve a extração de coágulos de artérias coronárias ocluídas e a implantação de stents e balões através de um pequeno orifício feito em uma artéria principal.

## Procedimentos
Angioplastia
é uma intervenção para dilatar artérias ou veias.

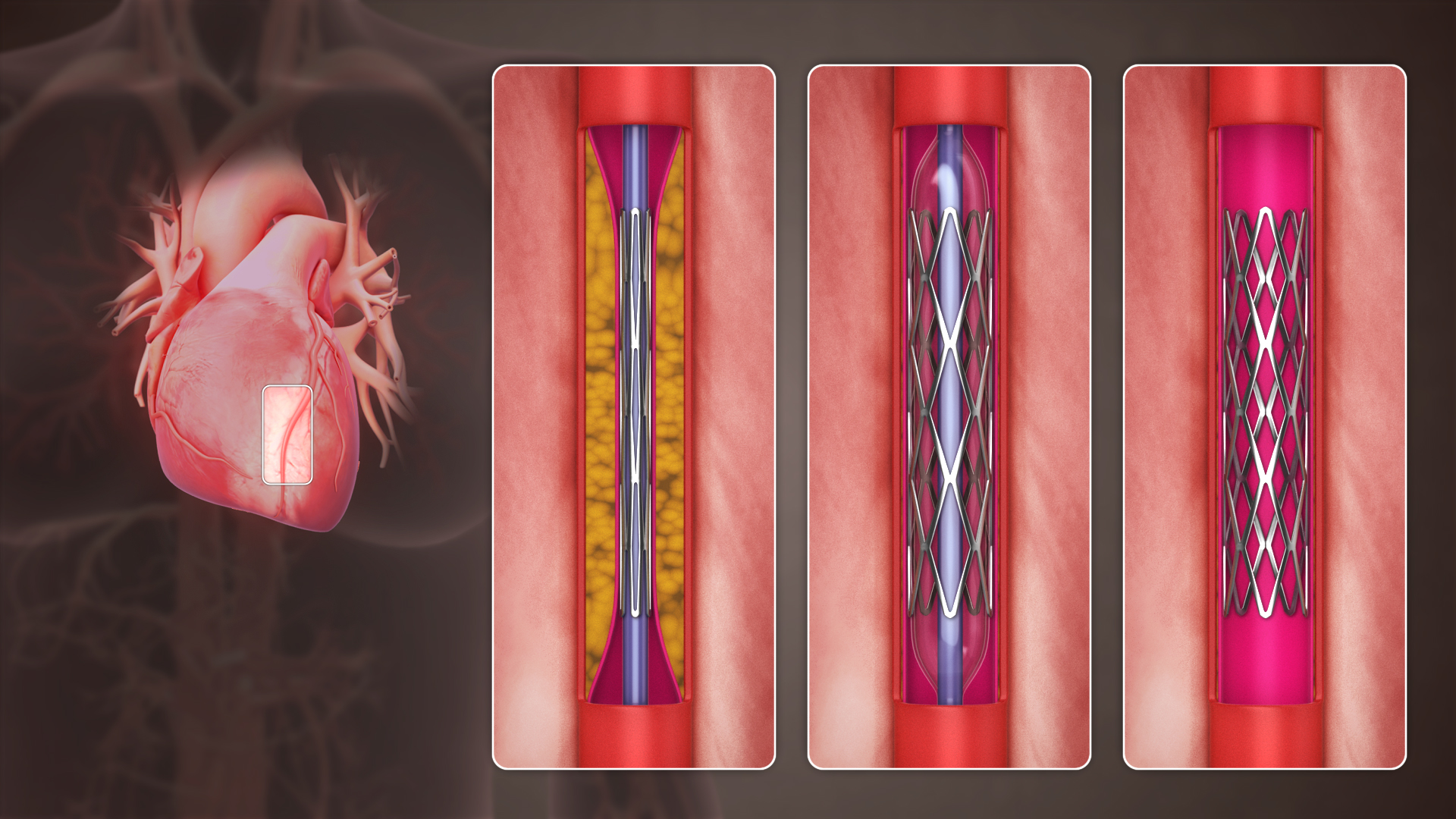
Animação Médica 3D ainda filmada de intervenção coronária percutânea

Intervenção coronária percutânea (ICP/angioplastia coronária)
o uso da angioplastia para o tratamento da obstrução das artérias coronárias em decorrência de doença arterial coronariana. Um cateter balão vazio é introduzido na artéria obstruída e insuflado para aliviar o estreitamento; certos dispositivos, como stents coronários, podem ser implantados para manter o vaso sanguíneo aberto. Vários outros procedimentos também podem ser realizados ao mesmo tempo. Após um infarto, pode ser restrito ao vaso culpado (aquele cuja obstrução ou trombose é suspeita de causar o evento) ou revascularização completa; a revascularização completa é mais eficaz em termos de eventos cardíacos adversos maiores e mortalidade por todas as causas.
A ICP também é usada em pessoas após outras formas de infarto do miocárdio ou angina instável, onde há alto risco de novos eventos. O uso de ICP em adição à medicação antiangina na angina estável   pode reduzir o número de pacientes com crises de angina por até 3 anos após a terapia, mas não reduz o risco de morte, futuro infarto do miocárdio ou necessidade de outras intervenções.
Valvoplastia
É a dilatação das válvulas cardíacas estreitadas (geralmente mitral, aórtica ou pulmonar).
Correção de defeitos cardíacos congênitos
Abordagens percutâneas podem ser empregadas para corrigir defeitos do septo interatrial e ventricular, fechamento de canal arterial patente e angioplastia dos grandes vasos.
Substituição valvular percutânea
Uma alternativa à cirurgia cardíaca aberta, a substituição valvar percutânea é a substituição de uma válvula cardíaca por métodos percutâneos. Isso é realizado na válvula aórtica (troca percutânea da válvula aórtica / procedimento TAVI), na válvula pulmonar e, recentemente, na válvula mitral.
Reparo valvar percutâneo
Uma alternativa à cirurgia cardíaca aberta, o reparo valvar percutâneo é realizado na valva mitral usando o sistema MONARC ou sistema MitraClip.
Trombectomia coronária
A trombectomia coronária envolve a remoção de um trombo (coágulo sanguíneo) das artérias coronárias.
A cirurgia cardíaca aberta é realizada por um cirurgião cardiotorácico. Alguns procedimentos de cardiologia intervencionista são realizados em conjunto com um cirurgião cardiotorácico.